# 好仁会
座標: 北緯35度42分37.2秒 東経139度45分55.2秒 / 北緯35.710333度 東経139.765333度一般財団法人好仁会（こうじんかい）は、「東京大学医学部における医学の研究を奨励・助成し、同時に附属病院の患者の診療、看護等に必要な助成を行い、且つ、職員・学生の学事研修等に便宜を与え、もって医学の振興と社会文化の向上に寄与すること」を目的として活動する法人。元文部科学省所管。

## 事業
- 医学研究の奨励及び助成
- 患者の慰安

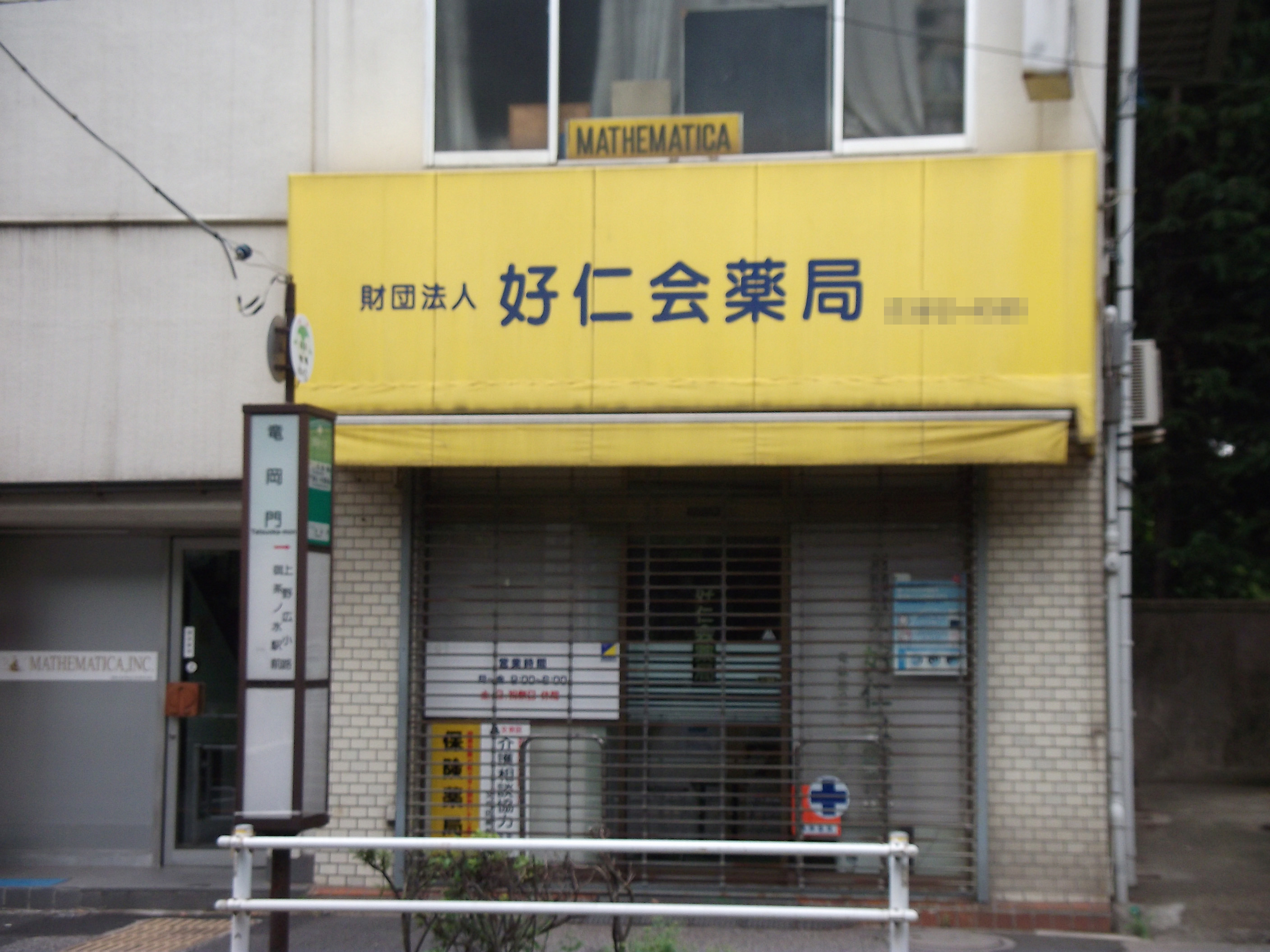
好仁会薬局（2011年7月2日撮影）

- 職員及び学生に対する学事研修の奨励及び福利厚生等
  - 具体的には、院内のレストラン・タリーズコーヒー・ドトールコーヒー・売店・ローソンなどの運営、患者への給食事業を行っているほか、院外で調剤薬局を運営している[1]。

## 役員

### 理事長
- 赤塚義英

### 理事
- 常勤
  - 大西淳彦、矢﨑正典
- 非常勤
  - 西本政司(弁護士)、榮木実枝(日本看護連盟幹事長)

### 監事
- 非常勤
  - 吉田道子(社労士)

## 所在地
東京都文京区湯島4-11-10